# パーソナル編集長
パーソナル編集長（へんしゅうちょう）はソースネクストが開発・販売・サポートする個人向けDTPソフトである。
個人や学校で楽しめるパーソナル用途に特化しており、だれでも簡単に本格的な新聞やチラシ・冊子が作れることを特徴としている。全国の主要パソコン販売店のPOSデータから決めるBCN AWARDでは、DTPソフト部門で2010年から11年以上連続1位を獲得している。

## 開発元の変移
もともとは株式会社バックスが開発し1993年から販売していた。しかしバックスは2005年7月14日をもって個人向けパッケージソフトから撤退することになり、当時ヤフー株式会社の傘下にいたことから、同じくヤフー傘下の株式会社クレオに事業を引き継ぎ、翌7月15日には株式会社クレオからリビジョンアップした「パーソナル編集長 Ver.6.5」を発売。2011年4月1日には株式会社クレオの持株会社化に伴い、子会社の株式会社筆まめ名義となる。2017年2月6日には、ソースネクストが株式会社筆まめを買収したことで、以降バージョンはソースネクストから販売されるようになった。

## バージョン履歴
パーソナル編集長 Ver.1.0
- 1993年発売

パーソナル編集長 Ver.2.0 for Windows3.1
パーソナル編集長 Ver.3.0 for Windows95
- 1996年8月1日発売[5]。

パーソナル編集長 Ver.5.0
- 1999年6月11日発売[6]

パーソナル編集長 Ver.6.0
- 2003年3月12日発売[7]

パーソナル編集長 Ver.6.5
- 2005年7月15日発売[8]
- イラスト・文例やフォントをクレオ製の素材に変更/追加したリビジョンアップ版。プログラムはVer.6.0と同一である[9]。

パーソナル編集長 Ver.7
- 2007年3月2日発売[10]

パーソナル編集長 Ver.8
- 2009年2月6日発売[11]

パーソナル編集長 Ver.9
- 2011年2月4日発売[12]

パーソナル編集長 Ver.10
- 2013年2月8日発売[13]

パーソナル編集長 Ver.11
- 2015年2月3日ダウンロード版発売。2015年2月13日パッケージ版発売[14]

パーソナル編集長 Ver.12
- 2017年1月19日ダウンロード版発売。2017年2月3日パッケージ版発売[15]

パーソナル編集長 Ver.13
- 2018年12月6日ダウンロード版発売。2019年1月25日パッケージ版発売[16]
- 開発：株式会社筆まめ、販売・サポート：ソースネクスト株式会社

パーソナル編集長 Ver.14
- 2019年11月21日ダウンロード版発売。2020年1月24日パッケージ版発売[17]
- 開発・販売・サポート：ソースネクスト株式会社

パーソナル編集長 Ver.15
- 2021年11月18日ダウンロード版発売。2022年1月21日パッケージ版発売[18]
- 開発・販売・サポート：ソースネクスト株式会社

パーソナル編集長 Ver.16
- 2024年3月21日ダウンロード版発売。2024年4月18日パッケージ版発売[19]
- 開発・販売・サポート：ソースネクスト株式会社